# 笔草
笔草（学名：Pseudopogonatherum contortum），为禾本科假金发草属下的一个植物变种。